# 러시아의 연방관구
연방관구(러시아어: федера́льные округа́ 페데랄니예 오크루가[*])는 러시아 연방 정부가 편의를 위해 설정한 행정 구역이다. 러시아 헌법에 규정된 단위(연방주체)는 아니다. 연방관구는 여러 개의 연방주체로 구성되어 있다. 연방관구에는 러시아 연방 대통령이 임명한 "전권대표"가 파견되어 각 연방주체의 활동을 감독하며 지역의 정보를 연방 대통령에게 보고한다.
2000년 5월 18일 블라디미르 푸틴 대통령에 의해 연방 정부 개혁을 위한 계획의 일부로 만들어졌다. 2010년 1월 19일 남부 연방관구에서 분리된 북캅카스 연방관구가 신설되었다. 2014년 3월 21일 크림 연방관구가 신설되었지만 2016년 7월 28일을 기해 남부 연방관구에 합병되면서 폐지되었다.

## 연방관구 목록
|      |                   |            |                    |          |                  |
| 이름 | 이름              | 면적 (km2) | 인구 (2010년 추정) | 연방주체 | 행정 중심지      |
|      | 중앙 연방관구     | 650,200    | 38,438,600         | 18       | 모스크바         |
|      | 북서 연방관구     | 1,687,000  | 13,583,800         | 11       | 상트페테르부르크 |
|      | 남부 연방관구     | 427,800    | 16,141,100         | 8        | 로스토프나도누   |
|      | 북캅카스 연방관구 | 170,400    | 9,496,800          | 7        | 퍄티고르스크     |
|      | 볼가 연방관구     | 1,037,000  | 29,900,400         | 14       | 니즈니노브고로드 |
|      | 우랄 연방관구     | 1,818,500  | 12,082,700         | 6        | 예카테린부르크   |
|      | 시베리아 연방관구 | 4,361,800  | 17,178,298         | 10       | 노보시비르스크   |
|      | 극동 연방관구     | 6,952,600  | 8,371,257          | 11       | 블라디보스토크   |

## 같이 보기
- 러시아의 경제 구역
- 면적순 나라 목록